# معرض الصداقة الدولية

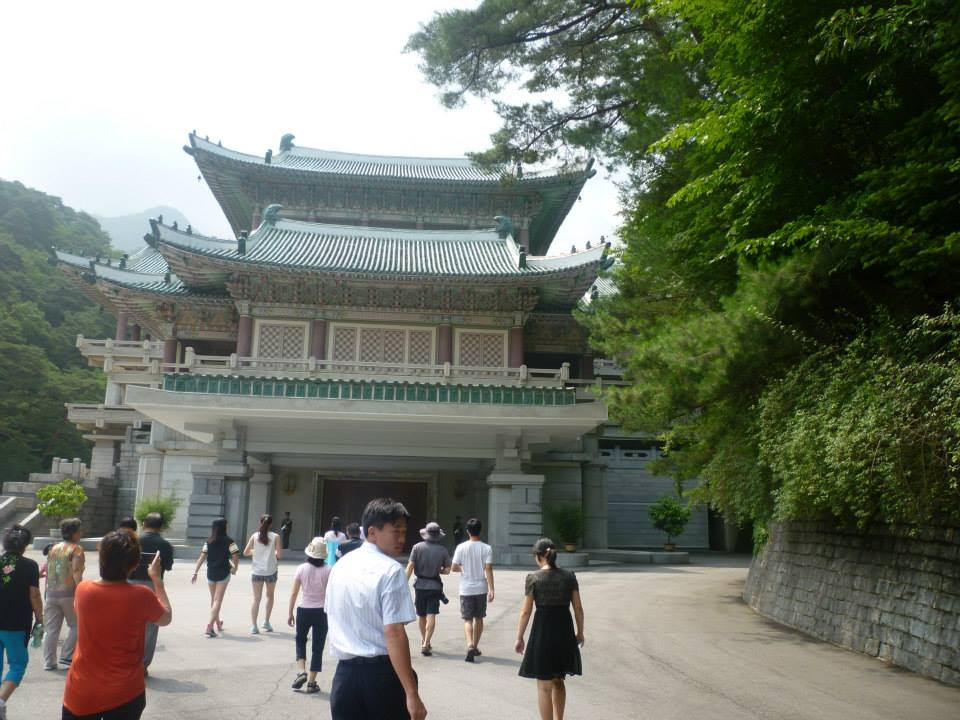
معرض الصداقة الدولية

معرض الصداقة الدولية ((هانغل: 국제친선전람관))، هو متحف قومي يجمع بين الكوريين الشماليين والجنوبيين والأجانب ، افتتح سنة 1978م.

## مصدر
1. ↑  Martin، Bradley, K. (16 مايو 2007). "Kim Jong Il Gets the Gifts, and All North Korea Ends Up Paying". Bloomberg L.P. مؤرشف من الأصل في 2007-10-09.{{استشهاد بخبر}}:  صيانة الاستشهاد: أسماء متعددة: قائمة المؤلفين (link)

## وصلة خارجية
- Pictures of gifts at ناينارا